# Розенталь, Франц
Франц Розенталь (нем. Franz Rosenthal; 31 августа 1914 года, Берлин — 8 апреля 2003 года, Нью-Хейвен, Коннектикут, США) — немецкий и американский востоковед, специалист в области семитских языков, арабской литературы и ислама. Доктор, Стерлингский профессор Йеля, член Американского философского общества (1961). Член-корреспондент Британской академии (1992).

## Биография
Родился в еврейской семье продавца муки Курта Розенталя и Эльзы Розенталь (урождённая Кирштейн). В 1932 году поступил в Берлинский университет, где изучал античные и восточные языки и цивилизации. Учителями Розенталя были Карл Беккер, Рихард Рудольф Вальцер и Ханс Генрих Шедер. В 1935 году получил степень доктора философии за исследование, посвящённое пальмирским надписям — «Die Sprache der Palmyränischen Inschriften». Преподавал в разных странах.
После года преподавания во Флоренции Розенталь участвует в движении «Наука иудаизма» (нем. Wissenschaft des Judentums) и преподаёт в раввинской семинарии в Берлине. В 1938 году он завершил работу по истории арамейских исследований, за которую был удостоен награды Германского востоковедного общества (нем. Deutsche Gesellschaft Morgenländische). Из-за своего еврейского происхождения Розенталь не получил премию, но по инициативе Шедера ему вручили специально отлитую золотую медаль.
В декабре 1938 года, вскоре после печально известной Хрустальной ночи, Розенталь покинул Германию и, по приглашению шведского историка религий Хенрика Нюберга, уехал в Швецию. В апреле 1939 года он переехал в Англию, а в 1940 году отправился в США, получив приглашение работать в Еврейском объединённом колледже (англ. Hebrew Union College) в Цинциннати, штат Огайо. В 1943 году Розенталь становится гражданином США. Во время Второй мировой войны он занимался переводами с арабского языка для Управления стратегических служб в Вашингтоне. В 1946 году получил стипендию Гуггенхайма в области ближневосточных исследований. После войны вернулся к академическим исследованиям, сначала в Еврейском объединённом колледже, а в 1948 году стал преподавателем Университета Пенсильвании. В 1956 году назначен профессором семитских языков (англ. Louis M. Rabinowitz professor of Semitic languages) в Йельском университете. В 1967 году ему присуждается высшее академическое звание этого университета — Стерлингский профессор, а в 1985 году он становится почётным профессором. Был президентом Американского ориенталистского общества (англ. American Oriental Society).
Розенталь не был женат, большая часть его семьи, в том числе старший брат Гюнтер, погибли в лагерях смерти.

## Вклад в науку
Профессор Розенталь был плодовитым и квалифицированным учёным, внёсшим весомый вклад в развитие источнико-критических исследований арабской литературы в США. В 1952 году он выпустил «Историю мусульманской историографии», которая стала первым исследованием этой огромной темы. Розенталь много писал об исламской цивилизации, в том числе о мусульманской концепции свободы, классическом наследии в исламе, самоубийстве в исламе. Также он опубликовал три тома эссе, два тома переводов из истории средневекового арабского историка Ат-Табари. Перу Розенталя принадлежит работа, посвящённая исследованию феномена знания в средневековом исламе, — «Торжество знания: Концепция знания в средневековом исламе».
Одной из самых известных работ Розенталя стал аннотированный трёхтомный перевод на английский язык «Мукаддима» («Пролегомены» или «Введение») средневекового арабского философа и историка Ибн Хальдуна (англ. «The Muqaddimah. An Introduction to history»). Во время работы над переводом Розенталь отправился в Стамбул для изучения рукописей, среди которых был автограф Ибн Хальдуна.
Розенталь публиковался на немецком и английском языках. Его книги переводились на арабский, русский и турецкий языки.

## Награды и отличия
Розенталь был членом таких научных организаций, как Германское востоковедческое общество, Американская академия искусств и наук, Американская академия медиевистики, Американская академия еврейских исследований (англ. American Academy of Jewish Research), Национальная академия деи Линчеи (Рим), Академия искусств и наук Коннектикута (англ. Connecticut Academy of Arts and Sciences) и Американское востоковедческое общество. Был награждён многими академическими наградами, среди которых медаль имени Giorgio Levi della Vida (1977) и «Премия Харви» (Хайфский университет, 1984), а также почётные степени Еврейского объединённого колледжа, Еврейского университета в Иерусалиме, Тель-Авивского, Тюбингенского и Колумбийского университетов.

## Работы
- История мусульманской историографии (англ. History of Muslim Historiography) (1952)
- Юмор в раннем исламе (англ. Humor in Early Islam) (1956)
- Китаб ал-Ибар… (англ. «The Muqaddimah. An Introduction to history») (1958)
- Мусульманская концепция свободы (англ. The Muslim Concept of Freedom) (1960)
- Грамматика библейского арамейского (англ. Grammar of Biblical Aramaic) (1961)
- Торжество знания: Концепция знания в средневековом исламе (англ. Knowledge Triumphant: The Concept of Knowledge in Medieval Islam) (Лейден: E.J. Brill, 1970)
- Трава: гашиш против средневекового мусульманского общества (англ. The Herb: Hashish versus Medieval Muslim Society) (1971)
- Классическое наследие в исламе (англ. The Classical Heritage in Islam) (1975)
- Азартные игры в исламе (англ. Gambling in Islam) (1975)
- О самоубийстве в исламе (англ. On Suicide in Islam)
- Жалобы и надежды в средневековом исламе (англ. Complaint and Hope in Medieval Islam) (1983)

### Перевод на русский язык
- Роузентал Ф. Торжество знания: Концепция знания в средневековом исламе = Rosenthal, Franz Knowledge triumphant / Franz Rosenthal Leiden, 1970 / Пер. с англ.; Вступ. статья и примеч. А. В. Сагадеева. — М.: Наука, 1978. — 372 с.